# Пацановский, Павел Александрович
}}
Павел Александрович Пацановский (1878, Бердянск—1948) — советский эпидемиолог. Герой Труда (1934).
Учился в Военно-медицинской академии (окончил в 1902 году), после чего стал ординатором в Боткинской больнице, а с 1916 года возглавил при ней Центральную дезинфекционную станцию. В 1918—1944 годах руководил Ленинградской дезинфекционной станцией (первоначально — ремонтно-дезинфекционная бригада). В годы блокады возглавлял противоэпидемическую службу города (совместно с И. М. Аншелесом).
Преподавал дезинфекцию в Ленинградском институте для усовершенствования врачей и 2-м Ленинградском медицинском институте.
Награжден орденами Трудового Красного Знамени, Отечественной войны I степени и медалями.
Похоронен на Большеохтинском кладбище Санкт-Петербурга.